# Реаниматорова невеста
Реаниматорова невеста (енгл. Bride of Re-Animator) амерички је комични хорор филм из 1990. године, редитеља Брајана Јузне, са Џефријем Кумсом, Брусом Аботом, Клодом Ерлом Џоунсом, Дејвидом Гејлом, Фабианом Уденио и Кетлин Кинмонт у главним улогама. Представља наставак филма Реаниматор из 1985, као и омаж Франкенштајновој невести из 1935. године. Као и претходни део, заснован је на причи Хауарда Филипса Лавкрафта, Херберт Вест–реаниматор.
Кумс и Абот су се вратили у улоге Херберта Веста и Дена Каина, који у овом делу покушавају да оживе жену, чије тело су склопили од мртвих органа других људи. Поред Кумса и Абота, Дејвид Гејл се вратио у улогу главног антагонисте, доктора Карла Хила. Барбара Крамптон се није вратила у своју улогу из претходног дела, пошто је Меган Холси, коју је тумачила, страдала на крају првог дела. Ипак, Меган је неколико пута споменута у филму.
Филм је премијерно приказан на Филмском фестивалу у Торонту, 8. септембра 1990. Добио је углавном позитивне критике и сматра се успешним наставком, што је реткост, поготово у хорор жанру. Био је номинован за Награду Сатурн за најбољи хорор филм, коју је изгубио од Арахнофобије. Такође, Џефри Кумс је био номинован за исту награду у категорији најбољег споредног глумца.
Године 2003. снимљен је последњи наставак у трилогији, под насловом Изван Реаниматора. Јузна је режирао и тај филм, а Кумс се вратио у улогу Херберта Веста.

## Радња
Осам месеци након догађаја из претходног дела, Херберт Вест и Ден Каин раде као доктори у крвавом грађанском рату у Перуу. У хаосу битке и са бројним жртвама на којима могу да експериментишу, Вест и Каин настављају свој рад на реагенсу за реанимацију. Када њихов шатор нападну непријатељске трупе, њих двојица беже и враћају се у Аркхам, где настављају да раде као доктори у универзитетској болници.
Пошто је схватио да његов реагенс може правилно да оживи појединачне делове тела, али не и човека као целину, Вест одлучује да створи ново живе биће од делова тела које доноси из мртвачнице, а срце узима од Каинове покојне веренице, Меган Холси. У међувремену, један од патолога који су вршили истраживање, поново оживи др Карла Хила, који жели да се освети Весту.

## Улоге
| Глумац         | Улога                  |
| -------------- | ---------------------- |
| Џефри Кумс     | др Херберт Вест        |
| Брус Абот      | др Ден Каин            |
| Клод Ерл Џоунс | поручник Лесли Чафам   |
| Фабиана Уденио | Франческа Данели       |
| Дејвид Гејл    | др Карл Хил            |
| Кетлин Кинмонт | Глорија / „Невеста”    |
| Мел Стјуарт    | др Вилбур Грејвс       |
| Ајрин Форест   | медицинска сестра Шели |
| Мајкл Страсер  | Ернест                 |
| Мери Шелдон    | Мег Холси              |
| Фрајдеј        | Ејнџел                 |
| Марџ Тарнер    | Елизабет Чафам         |
| Џони Леџенд    | мршави леш             |
| Нобл Крејг     | створење из крипте     |